# Gartow
Gartow – miasto (niem. Flecken) położone w niemieckim kraju związkowym Dolna Saksonia, w powiecie Lüchow-Dannenberg. Jest siedzibą gminy zbiorowej (niem. Samtgemeinde) Gartow.

## Położenie geograficzne
Gartow leży w środkowej części gminy zbiorowej. Od wschodu sąsiaduje ze Schnackenburgiem, od zachodu z gminami Höhbeck i Gorleben oraz obszarem wolnym administracyjnie Gartow na zachodzie i południu. Na północy graniczy na Łabie z Lenzen (Elbe), będącym siedzibą urzędu Lenzen-Elbtalaue w powiecie Prignitz w Brandenburgii, natomiast na południowym wschodzie graniczy z dzielnicą gminy Zehrental - Gollensdorf ze wspólnoty administracyjnej Seehausen (Altmark) w powiecie Stendal w Saksonii-Anhalt. Przez gminę płynie rzeka Seege, mały lewy dopływ Łaby, który w Gartow i w dzielnicy gminy Laasche tworzy jeziora: Gartower See i Laascher See. Na zachodzie znajdują się obszary leśne Gartower Tannen. 
Ponadto jest wiele małych cieków wodnych oraz rowów melioracyjnych.

## Podział administracyjny
W skład gminy Gartow wchodzą następujące dzielnice: Gartow, Laasche i Nienwalde.

## Historia
Gartow było we wczesnym średniowieczu miejscem ścierania się wpływów germańskich sasów franków i słowiańskich drzewian. Po raz pierwszy wzmiankowany był niejaki Conrad von Gartow w 1225, co pozwala przypuszczać, że istniała wtedy miejscowość o nazwie Gartow. Gartow było pod wpływami Marchii Brandenburskiej od samego początku istnienia wpływów niemieckich. Pomiędzy 1360 a 1483 Gartow należało do zakonu maltańskiego a od 1483 do 1694 do dannenberskiego rodu rycerskiego von Bülow. Po 1694 został częścią Księstwa Brunszwiku i Lüneburga aż do 1815, kiedy wraz ze wspomnianym księstwem został włączony do Księstwa Elektorskiego Hanower, które było Królestwem Hanoweru od tego roku a od 1866 pruską prowincją.

## Zabytki
Organy w kościele św. Jerzego (St.-Georg-Kirche) zbudowane w 1740 przez Johanna Matthiasa Hagelsteina i utrzymane do tej pory w nienaruszonym stanie dzięki restauracji w 1991 r.

## Komunikacja
Jedyną arterią komunikacyjną w Gartow jest droga krajowa B493 z Uelzen do Schnackenburga, dzięki której jest kontakt z Lüchow (Wendland) i Dannenberg (Elbe). Do metropolii hamburskiej można dojechać autostradą A39 (dawna A250), ale żeby ją osiągnąć należy jechać ponad 90 km drogami krajowymi B493, B248 do Dannenberg (Elbe), a potem drogą B216. Z powodu braku mostów na Łabie przedostanie się do sąsiednich Brandenburgii, Saksonii-Anhalt czy Meklemburgii-Pomorza Przedniego jest utrudnione.